# Ministère de l'Énergie (Guinée)
Pour les autres articles nationaux ou selon les autres juridictions, voir ministère de l'Énergie.
Le ministère de l’Énergie est un ministère guinéen.

## Titulaires depuis 2010
| Nom | Nom                 | Dates du mandat | Dates du mandat | Gouvernement(s)                    |  |
| --- | ------------------- | --------------- | --------------- | ---------------------------------- |  |
| | Papa Koly Kourouma  | 24/12/2010      | 15/01/2014      | Saïd Fofana I                      |  |
| | Idrissa Thiam       | 20/01/2014      | 21/10/2014      | Saïd Fofana II                     |  |
| | Cheick Taliby Sylla | 21/10/2014      | 12/05/2020      | Saïd Fofana II, Youla et Kassory I |  |
| | Bountouraby Yattara | 19/06/2020      | 05/09/2021      | Kassory II                         |  |
| | Ibrahima Abé Sylla  | 04/11/2021      | 10/08/2022      | Gouvernement Béavogui              |  |
| | Aly Seydouba Soumah | 10/08/2022      | 19/02/2024      | Bernard Goumou                     |  |
| | Namory Camara       | 29/07/2025      |                 | Bah Oury                           |  |
| Dans l'intervalle entre deux mandats, le ministre sortant assure la gestion des affaires courantes. Titres successifs : - Depuis 2025 : Energie |                     |                 |                 |                                    |  |